# World Games 2017/Sportakrobatik
Bei den World Games 2017 wurden vom 24. bis 26. Juli 2017 insgesamt fünf Wettbewerbe in der Sportakrobatik durchgeführt.

## Wettbewerbe und Zeitplan
| Wettbewerbe | Juli | Juli | Juli |
| Damen       | 24.  | 25.  | 26.  |
| ----------- | ---- | ---- | ---- |
| Paar        |      |      |      |
| Gruppe      |      |      |      |
| Herren      | 24.  | 25.  | 26.  |
| Paar        |      |      |      |
| Gruppe      |      |      |      |
| Mixed       | 24.  | 25.  | 26.  |
| Paar        |      |      |      |

|  | Qualifikation |  | Finale |

## Ergebnisse

### Damen

#### Paar
| Platz | Land | Sportlerinnen                       | Punkte (Quali)  |
| ----- | ---- | ----------------------------------- | --------------- |
| 1     | RUS  | Daria Gureyva Daria Kalinina        | 29,870 (58,900) |
| 2     | BEL  | Lore Vanden Berghe Noemie Lammertyn | 28,510 (57,630) |
| 3     | UKR  | Veronika Habelok Iryna Nazimova     | 27,930 (53,360) |
| 4     | USA  | Emily Davis Aubrey Rosilier         | 23,860 (54,350) |
| 5     | CHN  | Jie Meng Shiheng Wu                 | --- (52,670)    |
| 6     | NED  | Nicole Eykelenboom Djenti Verbrugge | --- (50,480)    |

#### Gruppe
| Platz | Land | Sportlerinnen                                        | Punkte (Quali)  |
| ----- | ---- | ---------------------------------------------------- | --------------- |
| 1     | RUS  | Daria Chebulanka Polina Plastinina Kseniya Zagoskina | 29,440 (57,380) |
| 2     | BLR  | Julia Ivonchyk Veranika Nabokina Karina Sandovich    | 29,040 (57,895) |
| 3     | GBR  | Ilisha Boardman Isabel Haigh Emily Hancock           | 28,235 (55,030) |
| 4     | USA  | Sophie Gruszka Morgan Sweeney Amanda Waterson        | 27,920 (54,210) |
| 5     | GER  | Anna Hannemann Alina Heinowski Annalena Kunz         | –-- (51,930)    |
| 6     | CHN  | Yushan Duan Qiuqiong Ji Jieyu Liu                    | –-- (50,270)    |

### Herren

#### Paar
| Platz | Land | Sportler                     | Punkte (Quali)  |
| ----- | ---- | ---------------------------- | --------------- |
| 1     | GER  | Michail Kraft Tim Sebastian  | 29,310 (56,660) |
| 2     | RUS  | Igor Mishev Nikolay Suprunov | 29,090 (56,310) |
| 3     | BEL  | Robin Casse Kilian Goffaux   | 28,550 (56,740) |
| 4     | CHN  | An Li Lingzhi Xiang          | 28,350 (55,500) |
| 5     | GBR  | Michael Hill Jake Phelan     | --- (55,030)    |
| 6     | ISR  | Timur Berg Eyal Palgi Sadik  | --- (54,175)    |

#### Gruppe
| Platz | Land | Sportler                                                                 | Punkte (Quali)   |
| ----- | ---- | ------------------------------------------------------------------------ | ---------------- |
| 1     | GBR  | Conor Sawenko Charlie Tate Adam Upcott Lewis Watts                       | 30,450 (597,050) |
| 2     | CHN  | Zheng Li Liuming Rui Teng Zhang Jiahuai Zhou                             | 30,220 (58,140)  |
| 3     | ISR  | Lidar Dana Yannay Kalfa Efi Efraim Sach Daniel Uralevitch                | 28,050 (56,465)  |
| 4     | RUS  | Victor Grechukhin German Kudriashov Aleksandr Pchelnikov Andrei Shkvarok | 25,770 (52,925)  |
| 5     | UKR  | Stanislav Kukurudz Vladyslav Kukurudz Yurii Push Taras Yarush            | –-- (52,330)     |
| 6     | AUS  | Adrian Buck Cassiel Rousseau Forwood Jake Sergeant Liam Rousseau         | –-- (51,630)     |

### Mixed

#### Paar
| Platz | Land | Sportler                         | Punkte (Quali)  |
| ----- | ---- | -------------------------------- | --------------- |
| 1     | RUS  | Marina Chernova Georgii Pataraia | 30,865 (60,330) |
| 2     | BLR  | Volha Melnik Artur Beliakou      | 29,260 (56,990) |
| 3     | GBR  | Lewis Walker Katherine Williams  | 28,810 (56,730) |
| 4     | POR  | Joao Martins Carolina Dias       | 28,700 (55,350) |
| 5     | USA  | Axel Osborne Tiffani Williams    | --- (52,600)    |
| 6     | POL  | Wojciech Dackiewicz Julia Kraj   | --- (48,490)    |

## Medaillenspiegel
| Medaillenspiegel | Medaillenspiegel       | Medaillenspiegel | Medaillenspiegel | Medaillenspiegel | Medaillenspiegel |
| Platz            | Land                   | G                | S                | B                | Gesamt           |
| ---------------- | ---------------------- | ---------------- | ---------------- | ---------------- | ---------------- |
| 01               | Russland               | 3                | 1                | 0                | 4                |
| 02               | Vereinigtes Königreich | 1                | 0                | 2                | 3                |
| 03               | Deutschland            | 1                | 0                | 0                | 1                |
| 04               | Belarus                | 0                | 2                | 0                | 2                |
| 05               | Belgien                | 0                | 1                | 1                | 2                |
| 06               | Volksrepublik China    | 0                | 1                | 0                | 1                |
| 07               | Israel                 | 0                | 0                | 1                | 1                |
| 07               | Ukraine                | 0                | 0                | 1                | 1                |
| Total            | Total                  | 5                | 5                | 5                | 15               |